# Desfontainia spinosa
Desfontainia spinosa ist die einzige Art der Pflanzengattung Desfontainia in der artenarmen Familie der Columelliaceae innerhalb der Ordnung Bruniales. Sie ist eine neotropische Art.

## Beschreibung

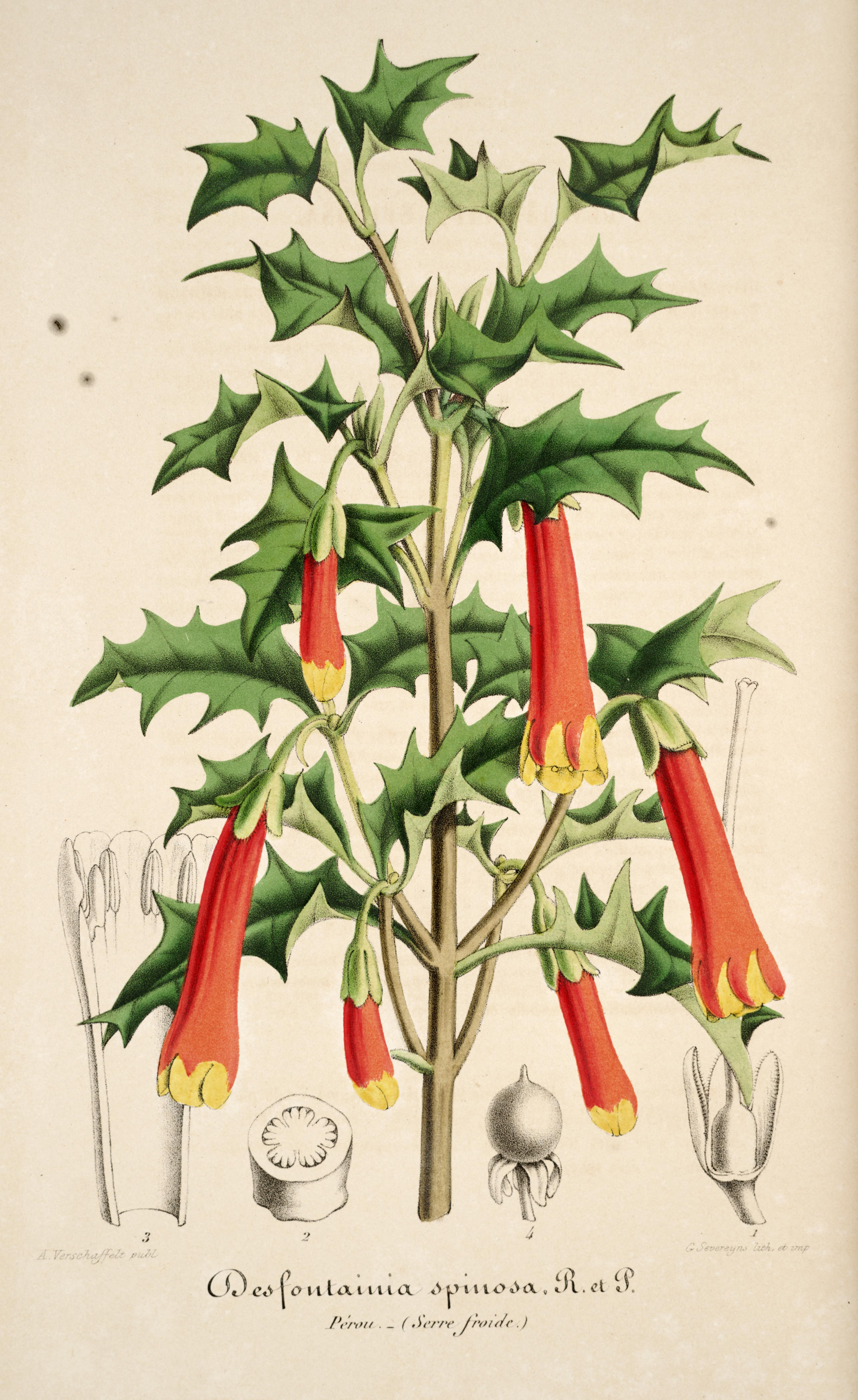
Illustration

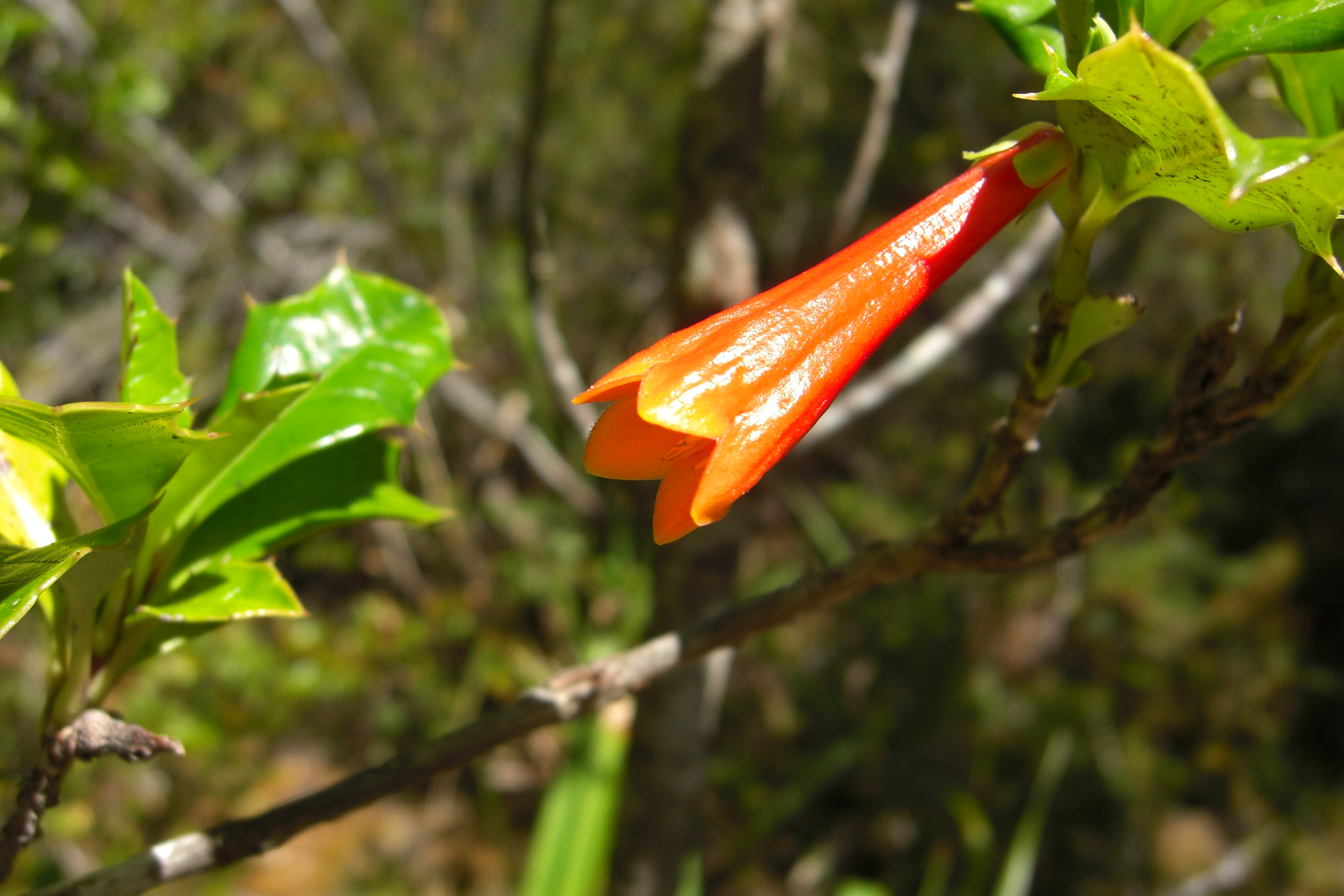
Blüte

### Vegetative Merkmale
Desfontainia spinosa wächst als immergrüner Strauch, der Wuchshöhen von etwa 2 Metern erreicht.
Die gegenständigen und kurz gestielten Laubblätter sind einfach. Sie sind ledrig, kahl, oberseits glänzend, unterseits heller, elliptisch oder eiförmig bis verkehrt-eiförmig, ihre entfernt gezähnten Blattränder und -spitzen sind dornig, stachelspitzig und so ähneln ihre Blätter denen der Stechpalmen (Ilex).

### Generative Merkmale
Die Blüten stehen einzeln in den Blattachseln. Die zwittrigen und kurz gestielten, oft hängenden Blüten sind fünfzählig mit doppelter Blütenhülle. Die fünf Kelchblätter sind an ihrer Basis verwachsen. Die fünf scharlachroten bis innen gelben Kronblätter sind röhrig, trompetenförmig verwachsen mit kurzen, aufrechten Lappen und die Krone ist bis zu 5 Zentimeter lang. Es sind fünf fast sitzende Staubblätter oben in der Kronröhre am Schlund vorhanden. Der mehrkammerige Fruchtknoten ist oberständige mit einem langen schlanken Griffel.
Auf der fleischigen, bei Reife weißen bis gelben, vielsamigen, bis 1,5 Zentimeter großen, rundlichen Beere ist der Kelch noch deutlich erkennbar. Die kleinen Samen sind schwärzlich.
Die Chromosomenzahl beträgt 2n = 14.

## Verbreitung
Die Heimat von Desfontainia spinosa liegt von Costa Rica bis nach Peru und Chile, Argentinien in den Anden.

### Geschichte der Einführung nach Europa
Der Pflanzensammler William Lobb, der im Auftrag von Veitch & Sons 1840 bis 1848 in verschiedenen Ländern Südamerikas auf der Jagd nach neu einzuführenden Pflanzenarten war, sammelte die Desfontainia spinosa gleichzeitig mit der Chilenischen Araukarie (Araucaria araucana) um 1843/44. Ein Bericht darüber erschien im Curtis’s Botanical Magazine 4781 (1854).
Später, etwa 1925, folgte ihm der Pflanzensammler Harold Frederick Comber nach, dessen Vater oberster Gärtner bei Nymans (West Sussex) war. Er führte eine Form mit zinnoberroten Blüten ein, die Desfontainia spinosa ‘Harold Comber’.

## Systematik
Die Gattung Desfontainia wurde 1794 von den spanischen Botanikern Hipólito Ruiz López und José Antonio Pavón y Jiménez aufgestellt. Der Gattungsname Desfontainia ehrt den französischen Arzt und Botaniker René Louiche Desfontaines (1750–1833).
Früher wurde die Gattung Desfontainia in die Familie der Brechnussgewächse (Loganiaceae) gestellt. Manche Autoren stellen diese Gattung in eine eigene Familie Desfontainiaceae Endl. mit einer einzigen Art. Untersuchungen von Bremer et al. 1994, Backlund & Bremer 1997, Bell et al. 2001 zeigen, dass die bisherige Einordnung ins System nicht gültig ist und so steht die Familie Columelliaceae heute in keiner Ordnung.